# In Justice
In Justice é um seriado dramático policial estadunidense que estreou na ABC em 1 de janeiro de 2006. A série teve somente 13 episódios, o último deles sendo exibido em 31 de março de 2006. A série mostrava o trabalho de um grupo de advogados de uma ONG que tenta soltar prisioneiros falsamente condenados.
A série foi exibida no Brasil pelo canal Sony Entertainment Television.